# Lijst van voetbalinterlands Irak - Noord-Korea
Deze lijst van voetbalinterlands is een overzicht van alle officiële voetbalinterlands tussen de nationale teams van Irak en Noord-Korea. De landen hebben tot nu toe acht keer tegen elkaar gespeeld. De eerste ontmoeting was een wedstrijd tijdens de Aziatische Spelen 1974 op 7 september 1974 in Teheran (Iran). Het laatste duel, een vriendschappelijke wedstrijd, werd gespeeld in Seremban (Maleisië) op 21 augustus 2016.

## Wedstrijden
| № | Plaats    | Datum            | Competitie             | Wedstrijd          | Uitslag |
| - | --------- | ---------------- | ---------------------- | ------------------ | ------- |
| 1 | Teheran   | 7 september 1974 | Aziatische Spelen 1974 | Irak − Noord-Korea | 1 − 0   |
| 2 | Bagdad    | 27 februari 1978 | Vriendschappelijk      | Irak − Noord-Korea | 1 − 0   |
| 3 | Bangkok   | 16 december 1978 | Aziatische Spelen 1978 | Noord-Korea − Irak | 1 − 0   |
| 4 | Doha      | 15 oktober 1993  | WK 1994 kwalificatie   | Noord-Korea − Irak | 3 − 2   |
| 5 | Ar Rayyan | 19 januari 2011  | Azië Cup 2011          | Irak − Noord-Korea | 1 − 0   |
| 6 | Sharjah   | 26 maart 2011    | Vriendschappelijk      | Noord-Korea − Irak | 0 − 2   |
| 7 | Dubai     | 21 februari 2014 | Vriendschappelijk      | Irak − Noord-Korea | 2 − 0   |
| 8 | Seremban  | 21 augustus 2016 | Vriendschappelijk      | Irak − Noord-Korea | 1 − 1   |

## Samenvatting
| Competitie        | Totaal gespeeld | Winst Irak | Gelijk | Winst Noord-Korea | Doelsaldo Irak – Noord-Korea |
| ----------------- | --------------- | ---------- | ------ | ----------------- | ---------------------------- |
| WK-kwalificatie   | 1               | 0          | 0      | 1                 | 2 − 3                        |
| Azië Cup          | 1               | 1          | 0      | 0                 | 1 − 0                        |
| Aziatische Spelen | 2               | 1          | 0      | 1                 | 1 − 1                        |
| Vriendschappelijk | 4               | 3          | 1      | 0                 | 6 − 1                        |
| Totaal            | 8               | 5          | 1      | 2                 | 10 − 5                       |

IFA · A-internationals · Statistieken · Iraaks vrouwenelftal · Irak U21 · Irak U20 · Irak U19 · Irak U18 · Irak U17
1950 – 1969 ·
1970 – 1979 ·
1980 – 1989 ·
1990 – 1999 ·
2000 – 2009 ·
2010 – 2019 ·
2020 − 2029
Afghanistan ·
Algerije ·
Argentinië ·
Australië ·
Azerbeidzjan ·
Bahrein ·
België ·
Bolivia ·
Botswana ·
Brazilië ·
Cambodja ·
Chili ·
China ·
Colombia ·
Congo-Kinshasa ·
Cyprus ·
DDR ·
Ecuador ·
Egypte ·
Estland ·
Filipijnen ·
Finland ·
Ghana ·
Guinee ·
Hongkong ·
India ·
Indonesië ·
Iran ·
Japan ·
Jemen ·
Jordanië ·
Kazachstan ·
Kenia ·
Kirgizië ·
Koeweit ·
Libanon ·
Liberia ·
Libië ·
Macau ·
Maleisië ·
Marokko ·
Mauritanië ·
Mexico ·
Myanmar ·
Nepal ·
Nieuw-Zeeland ·
Noord-Korea ·
Oeganda ·
Oezbekistan ·
Oman ·
Pakistan ·
Palestina ·
Paraguay ·
Peru ·
Polen ·
Qatar ·
Roemenië ·
Rusland ·
Saoedi-Arabië · 
Sierra Leone · 
Singapore ·
Soedan ·
Spanje · 
Sri Lanka ·
Syrië · 
Tadzjikistan · 
Taiwan · 
Thailand · 
Trinidad en Tobago ·
Tunesië ·
Turkije ·
Turkmenistan ·
Uruguay ·
Verenigde Arabische Emiraten ·
Vietnam ·
Zambia ·
Zuid-Afrika ·
Zuid-Jemen ·
Zuid-Korea
DPR Korean Football Association · A-internationals · Selecties · Bondscoaches · Noord-Koreaans vrouwenelftal · Noord-Korea U21 · Noord-Korea U20 · Noord-Korea U19 · Noord-Korea U18 · Noord-Korea U17
1959 – 1969 · 
1970 – 1979 · 
1980 – 1989 · 
1990 – 1999 · 
2000 – 2009 · 
2010 – 2019
AC 1980 ·
AC 1992 ·
AC 2011 ·
AC 2015
WK 1966 ·
WK 2010
OS 1964 ·
OS 1976
1959 ·
1960 ·
1961–1964 · 
1965 ·
1966 ·
1967–1972 · 
1973 ·
1974 ·
1975 ·
1976 ·
1977 · 
1978 ·
1979 ·
1980 ·
1981 ·
1982 ·
1983–1984 · 
1985 ·
1986 ·
1987 · 
1988 ·
1989 ·
1990 ·
1991 ·
1992 ·
1993 ·
1994–1997 · 
1998 ·
1999 ·
2000 ·
2001 ·
2002 ·
2003 ·
2004 ·
2005 ·
2006 · 
2007 ·
2008 ·
2009 ·
2010 ·
2011 ·
2012 ·
2013 ·
2014 ·
2015 ·
2016 ·
2017
Afghanistan ·
Australië · 
Bahrein · 
Bangladesh · 
Bolivia · 
Brazilië · 
Bulgarije ·
Burkina Faso ·
Cambodja · 
Canada · 
Chili · 
China · 
Congo-Brazzaville · 
Egypte · 
Filipijnen · 
Finland · 
Griekenland · 
Guam · 
Guinee ·
Hongkong · 
India · 
Indonesië · 
Irak · 
Iran · 
Italië · 
Ivoorkust · 
Japan · 
Jemen · 
Jordanië · 
Kazachstan · 
Kirgizië · 
Koeweit · 
Letland · 
Libanon · 
Macau · 
Maleisië · 
Mali · 
Mexico · 
Mongolië · 
Myanmar · 
Nepal · 
Nigeria · 
Noorwegen · 
Oezbekistan · 
Oman · 
Pakistan ·
Palestina · 
Paraguay ·
Polen · 
Portugal · 
Qatar · 
Saoedi-Arabië · 
Singapore · 
Sovjet-Unie · 
Sri Lanka · 
Syrië · 
Tadzjikistan · 
Taiwan · 
Thailand · 
Turkmenistan · 
Venezuela · 
Verenigde Arabische Emiraten · 
Verenigde Staten · 
Vietnam · 
Zambia · 
Zuid-Afrika · 
Zuid-Korea · 
Zweden
Ivoorkust (2010) ·